# Дучжэ
Дучжэ (кит. трад. 讀者, упр. 读者, пиньинь Dúzhě, палл. Дучжэ, дословно — «Читатель» или «Читатели») — популярный китайский журнал для семейного чтения, публикующий в основном материалы, напечатанные ранее в других изданиях. Основан в 1981 году в Ланьчжоу провинции Ганьсу, первоначально выходил под названием 《读者文摘》(Дучжэ вэньчжай, Readerʼs Digest). Название было изменено в марте 1993 года после более чем 10-летнего юридического спора с американскими собственниками бренда Readerʼs Digest.
Издаваемый тиражом св. 8 млн экз., «Дучжэ» является самым популярным журналом для чтения в материковой части Китая и четвертым по популярности в мире.